# Třída Jan Mayen
Třída Jan Mayen je připravovaná třída arktických hlídkových lodí norské pobřežní stráže. Celkem je plánována stavba tří jednotek této třídy, které mají být dokončeny v letech 2022–2024. Ve službě nahradí třídu Nordkapp.

## Stavba
V září 2016 norská vláda odsouhlasila záměr stavby tří arktických hlídkových lodí. Do soutěže na jejich stavbu se zapojily tři loděnice, ze kterých byla v říjnu 2017 vybrána loděnice Vard Langsten (součást koncernu Fincantieri). Neuspěly loděnice Kleven a Westcon. Konstrukci navrhuje společnost LMG Marin. Kontrakt ve výši 617 milionů dolarů na stavbu tří jednotek byl podepsán v červnu 2018. Samotné platformy postaví rumunská pobočka loděnice Vard Tulcea. Dodány budou v letech 2022–2024.
Jednotky třídy Jan Mayen:
| Jméno            | Spuštěna          | Vstup do služby | Status    |
| ---------------- | ----------------- | --------------- | --------- |
| Jan Mayen (W310) | 6. srpna 2021     | 2022 (plán)     | ve stavbě |
| Bjørnøya (W311)  | 16. února 2022    | 2023 (plán)     | ve stavbě |
| Hopen (W312)     | 20. prosince 2022 | 2024 (plán)     | ve stavbě |

## Konstrukce

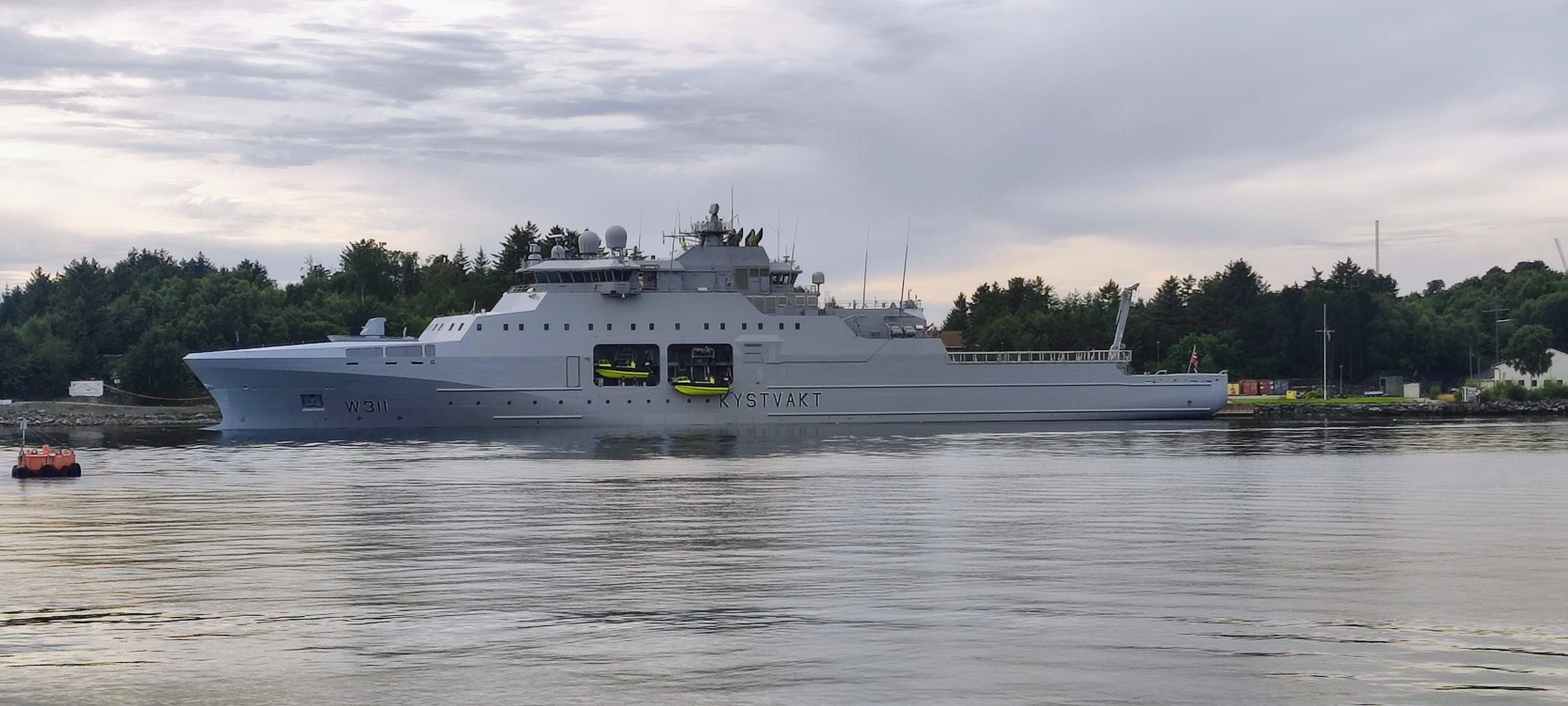
Bjørnøya (W311) v srpnu 2024

Plavidla mají zesílený trup pro operace v zaledněných oblastech. Jsou vybavena ubikacemi pro 100 osob a palubní nemocnicí. Přehledový radar TRS-3D na ně bude přesunut z třídy Nordkapp. Nesou bojový řídící systém Saab 9LV, systém řízení palby Ceros 200 a trupový sonar SS1221 od společnosti Kongsberg. Výzbroj tvoří jeden dvouúčelový 57mm kanón Bofors L/70 Mk3 v příďové dělové věži, doplněný několika kulomety. Jsou vybavena přistávací plochou a hangárem pro dva vrtulníky AW101. Nesou dva čluny RHIB. Pohonný systém je diesel-elektrický. Nejvyšší rychlost dosahuje 22 uzlů. Autonomie dosahuje 56 dnů.